# Agrostroj Pelhřimov
Agrostroj Pelhřimov – największy czeski producent maszyn rolniczych z siedzibą w Pelhřimov.

## Historia
W 1886 kowal Jan Matějka otwiera swój warsztat. Następnie produkuje proste narzędzia rolnicze. W 1948 roku wraz z nastaniem komunizmu firma zostaje znacjonalizowana i włączona do koncernu Agrostroj. W latach sześćdziesiątych do profilu produkcji dołączają roztrząsacze obornika RUR. W 1968 roku rozpoczęto produkcję kosiarek rotacyjnych ZTR na licencji holenderskiej firmy Zweegers. W 1990 roku firma staje się spółką akcyjną.